# 박창현 (야구 선수)
박창현(朴昌鉉, 1972년 2월 12일 ~ )은 전 KBO 리그 LG 트윈스, 쌍방울 레이더스의 투수이다. 좌완 언더핸드이다.

## 출신 학교
- 동산고등학교
- 경남대학교